# Lubuk Torop
Lubuk Torop is een bestuurslaag in het regentschap Padang Lawas Utara van de provincie Noord-Sumatra, Indonesië. Lubuk Torop telt 619 inwoners (volkstelling 2010).